# Santana (Colômbia)

Localização de Santana no departamento de Boyacá.

Santana é um município no departamento de Boyacá, na Colômbia.